# Sat Bătrân, Caraș-Severin
Sat Bătrân este un sat în comuna Armeniș din județul Caraș-Severin, Banat, România.